# Crocidosema demutata
Crocidosema demutata es una especie de mariposa del género Crocidosema, familia Tortricidae.
Fue descrita científicamente por Walsingham en 1900.